# Julie T. Wallace
Julie Therese Wallace (Wimbledon, Londres, 28 de maio de 1961) é uma atriz britânica, nascida na Inglaterra.
Talvez ela seja mais conhecida por seu papel na dramatização da BBC do romance The Life and Loves of a She-Devil (1986), da escritora feminista Fay Weldon. No ano seguinte, Julie atuou no papel de Rosika Miklos no filme de James Bond, The Living Daylights. Wallace continuou a fazer filmes e aparições de televisão regulares, como por exemplo em Last of the Summer Wine.
Julie T. Wallace é filha do ator escocês Andrew Keir e irmã dos atores Sean Keir e Deirdre Keir. Ela tem 1,88 centímentros de altura.